# Полиграфический комбинат «Украина»
Полиграфи́ческий комбина́т «Украи́на» (Государственное предприятие «Полиграфический комбинат «Украина» по изготовлению ценных бумаг», укр. Державне підприємство «Поліграфічний комбінат «Україна» по виготовленню цінних паперів») — полиграфический комбинат в Киеве, основанный в 1979 году. Лидер по производству ценных бумаг и документов строгой отчетности. Государственное предприятие Украины, подчинено Министерству экономики.

## История
Полиграфкомбинат «Молодь» начал работу 29 октября 1979 года. В течение первого десятилетия предприятие входило в первую десятку полиграфических предприятий СССР по объёму выпуска продукции.
20 мая 1992 годы правительство Украины издало распоряжение о перепрофилировании комбината «Молодь» в государственное предприятие, специализирующееся на изготовлении ценных бумаг, — полиграфический комбинат «Украина».